# Championnat du Pérou de football 1977
Navigation
Saison précédente Saison suivante
La saison 1977 du Championnat du Pérou de football est la quarante-neuvième édition du championnat de première division au Pérou. La compétition regroupe les seize meilleures équipes du pays et se déroule en trois phases :
- Tournoi préliminaire : les seize clubs participants sont répartis en deux poules. Les équipes se rencontrent deux fois, seul le premier de chaque groupe se qualifie pour la Liguilla.
- Tournoi décentralisé : les seize équipes sont regroupés au sein d'une poule unique où elles s'affrontent deux fois au cours de la saison. Les quatre premiers se qualifient pour la Liguilla tandis que les deux derniers disputent un barrage de relégation.
- Liguilla : les six clubs qualifiés par le biais des deux tournois se rencontrent une seule fois. Les deux premiers obtiennent leur billet pour la prochaine édition de la Copa Libertadores.

C'est l'Alianza Lima qui remporte la compétition après avoir terminé en tête du classement final de la Liguilla, avec trois points d'avance sur le Sporting Cristal et quatre sur le FBC Melgar. C'est le 16e titre de champion du Pérou de l'histoire du club.

## Les clubs participants
| - Alianza Lima - Sport Boys - Atlético Chalaco - Universitario de Deportes - Coronel Bolognesi - Promu via la Copa Perú - Club Centro Deportivo Municipal - Juan Aurich - FBC Melgar | - Alfonso Ugarte - Deportivo Junin - Cienciano del Cusco - Sporting Cristal - Defensor Lima - León de Huánuco - Union Huaral - Colegio Nacional de Iquitos |

## Compétition
Le barème utilisé pour établir les différents classements est le suivant :
- Victoire : 2 points
- Match nul : 1 point
- Défaite, forfait ou abandon : 0 point

### Tournoi préliminaire

#### Groupe 1
| Rang | Équipe                      | Pts | J  | G  | N | P  | Bp | Bc | Diff |
| ---- | --------------------------- | --- | -- | -- | - | -- | -- | -- | ---- |
| 1    | Alianza Lima                | 22  | 16 | 10 | 2 | 4  | 35 | 25 | +10  |
| 2    | Colegio Nacional de Iquitos | 21  | 16 | 7  | 7 | 2  | 30 | 20 | +10  |
| 3    | Sport Boys                  | 20  | 16 | 7  | 6 | 3  | 31 | 23 | +8   |
| 4    | Sporting Cristal            | 18  | 16 | 7  | 4 | 5  | 29 | 24 | +5   |
| 5    | Deportivo Junín             | 16  | 16 | 6  | 4 | 6  | 26 | 23 | +3   |
| 6    | FBC Melgar                  | 15  | 16 | 6  | 3 | 7  | 14 | 22 | -8   |
| 7    | Alfonso Ugarte              | 13  | 16 | 5  | 3 | 8  | 21 | 25 | -4   |
| 8    | Defensor Lima               | 4   | 16 | 1  | 2 | 13 | 19 | 42 | -23  |

|  | Qualification pour la Liguilla |

#### Groupe 2
| Rang | Équipe                          | Pts | J  | G | N | P | Bp | Bc | Diff |
| ---- | ------------------------------- | --- | -- | - | - | - | -- | -- | ---- |
| 1    | Coronel Bolognesi (P)           | 19  | 16 | 7 | 5 | 4 | 17 | 10 | +7   |
| 2    | Unión Huaral (T)                | 19  | 16 | 6 | 7 | 3 | 18 | 12 | +6   |
| 3    | Juan Aurich                     | 19  | 16 | 6 | 7 | 3 | 18 | 13 | +5   |
| 4    | Universitario de Deportes       | 18  | 16 | 7 | 4 | 5 | 16 | 15 | +1   |
| 5    | Atlético Chalaco                | 16  | 16 | 5 | 6 | 5 | 21 | 19 | +2   |
| 6    | León de Huánuco                 | 14  | 16 | 5 | 4 | 7 | 15 | 15 | 0    |
| 7    | Club Centro Deportivo Municipal | 11  | 16 | 3 | 5 | 8 | 18 | 23 | -5   |
| 8    | Cienciano del Cusco             | 11  | 16 | 3 | 5 | 8 | 12 | 28 | -16  |

|  | Qualification pour la Liguilla                        |
|  | (T) : Tenant du titre (P) : Promu de Segunda Division |

### Tournoi décentralisé
| Rang | Équipe                          | Pts | J  | G  | N  | P  | Bp | Bc | Diff |
| ---- | ------------------------------- | --- | -- | -- | -- | -- | -- | -- | ---- |
| 1    | Colegio Nacional de Iquitos     | 39  | 30 | 14 | 11 | 5  | 39 | 26 | +13  |
| 2    | FBC Melgar                      | 39  | 30 | 13 | 13 | 4  | 38 | 27 | +11  |
| 3    | Sporting Cristal                | 37  | 30 | 14 | 9  | 7  | 52 | 28 | +24  |
| 4    | Alianza Lima                    | 37  | 30 | 13 | 11 | 6  | 59 | 40 | +19  |
| 5    | Universitario de Deportes       | 32  | 30 | 11 | 10 | 9  | 44 | 40 | +4   |
| 6    | Coronel Bolognesi (P)           | 31  | 30 | 11 | 9  | 10 | 33 | 33 | 0    |
| 7    | Sport Boys                      | 31  | 30 | 13 | 5  | 12 | 37 | 48 | -11  |
| 8    | Atlético Chalaco                | 29  | 30 | 9  | 11 | 10 | 43 | 40 | +3   |
| 9    | Unión Huaral (T)                | 28  | 30 | 9  | 10 | 11 | 44 | 53 | -9   |
| 10   | Deportivo Junín                 | 28  | 30 | 10 | 8  | 12 | 41 | 53 | -12  |
| 11   | Defensor Lima                   | 26  | 30 | 9  | 8  | 13 | 48 | 52 | -4   |
| 12   | Alfonso Ugarte                  | 26  | 30 | 9  | 8  | 13 | 43 | 47 | -4   |
| 13   | Juan Aurich                     | 26  | 30 | 7  | 12 | 11 | 31 | 37 | -6   |
| 14   | León de Huánuco                 | 26  | 30 | 10 | 6  | 14 | 35 | 47 | -12  |
| 15   | Club Centro Deportivo Municipal | 24  | 30 | 7  | 10 | 13 | 36 | 46 | -10  |
| 16   | Cienciano del Cusco             | 21  | 30 | 6  | 9  | 15 | 21 | 37 | -16  |

|  | Qualification pour la Liguilla                        |
|  | Participation au barrage de relégation                |
|  | (T) : Tenant du titre (P) : Promu de Segunda Division |

#### Barrage de relégation
| Équipe 1                        | Résultat | Équipe 2            |
| ------------------------------- | -------- | ------------------- |
| Club Centro Deportivo Municipal | 5 - 3    | Cienciano del Cusco |

### Liguilla
| Rang | Équipe                    | Pts | J  | G  | N  | P  | Bp | Bc | Diff |
| ---- | ------------------------- | --- | -- | -- | -- | -- | -- | -- | ---- |
| 1    | Alianza Lima              | 52  | 40 | 19 | 14 | 7  | 82 | 50 | +32  |
| 2    | Sporting Cristal          | 49  | 40 | 19 | 11 | 10 | 74 | 40 | +34  |
| 3    | FBC Melgar                | 48  | 40 | 17 | 14 | 9  | 51 | 42 | +9   |
| 4    | Colegio Nacional Iquitos  | 47  | 40 | 16 | 15 | 9  | 49 | 45 | +4   |
| 5    | Coronel Bolognesi (P)     | 41  | 40 | 15 | 11 | 14 | 45 | 47 | -2   |
| 6    | Universitario de Deportes | 38  | 40 | 13 | 12 | 15 | 55 | 51 | +4   |

|  | Qualification pour la Copa Libertadores 1978 |
|  | (P) : Promu de Segunda Division              |

## Bilan de la saison
| Championnat du Pérou de football 1977 |                          |
| Champion                              | Alianza Lima (16e titre) |
| Qualifications continentales          |                          |
| Copa Libertadores 1978                | Alianza Lima             |
| Copa Libertadores 1978                | Sporting Cristal         |
| Promotions et relégations             |                          |
| Promus en Primera División            | Atlético Torino          |
| Relégués en Segunda División          | Cienciano del Cusco      |